# ردبول استراتوس
ردبول استراتوس (Red Bull Stratos) یا ماموریتِ بسویِ لبهٔ فضا یک پروژه پرش فضایی از لایه استراتوسفر با مشارکتِ فلیکس باوم‌گارتنر چتربازِ اتریشی بود. این پرش در تاریخِ ۱۴ اکتبر ۲۰۱۲ در نیومکزیکو، ایالات متحده آمریکا با موفقیت انجام شد.

## روشِ کار
وی پس از این که با بالونی مملو از هلیم ۳۸ کیلومتر از زمین فاصله گرفت و بر فراز شهر رازول نیومکزیکو قرار گرفت به سمت زمین شیرجه رفت.

## شکستنِ دیوارِ صوتی

در ساعتِ ۱۲:۰۸ بوقتِ محلی و در ارتفاعِ ۳۸ کیلومتریِ بالای جو از کپسول پرید. این عکسها پنج ثانیهٔ نخستِ پرش را نشان می‌دهند.

باومگارتنر در خلالِ این پروژه که به نامِ ماموریتِ بسویِ لبهٔ فضا نیز شناخته می‌شود، برای اولین بار توانست بدون استفاده از هرگونه وسیله‌ای با رسیدنِ به سرعتِ ۱٬۳۵۷٫۶۴ کیلومتر بر ساعت (۸۴۳٫۶ مایل بر ساعت)—عدد ماخ— دیوار صوتی را بشکند.